# Sistema Eléctrico Interconectado Nacional
El Sistema Eléctrico Interconectado Nacional de Perú o SEIN es el conjunto de líneas de transmisión y subestaciones eléctricas conectadas entre sí, así como sus respectivos centros de despacho de carga, el cual permite la transferencia de energía eléctrica entre los diversos sistemas de generación eléctrica de Perú. El SEIN es abastecido por un parque de generación conformado por centrales hidráulicas y centrales térmicas; asimismo, en los últimos años se han puesto en operación centrales tanto hidráulicas como eólicas, catalogadas como centrales de Recursos Energéticos Renovables (RER), dado el fomento por parte del Estado Peruano a un mayor aprovechamiento de los recursos renovables.

## Componentes del sistema
El SEIN está conformado por áreas operativas, ligadas tanto al ámbito geográfico del país, como a aspectos propios de la red de transmisión; estas áreas se pueden resumir en tres (03)
áreas: área norte, área centro y área sur, las cuales se encuentran interconectadas con los enlaces de trasmisión Paramonga – Chimbote, en el caso de las áreas norte y centro, y la
interconexión Mantaro – Socabaya en el caso de las áreas centro y sur. Sin embargo, existen también sistemas “aislados”, no enlazados al SEIN, que cubren el resto del país.
El sistema tiene sus núcleos en la Central Hidroeléctrica del Mantaro (con sus centrales Antúnez de Mayolo y Restitución), cuya potencia supera los 1,000 megawatts, y especialmente en el nuevo polo energético de Chilca, con sus centrales térmicas abastecidas por el gas natural de Camisea, cuya potencia asciende a 2,000 megawatts. Además, está apuntalado por las centrales de Machu Picchu, Carhuaquero, Cañón del Pato, El Platanal, Charcani, Huinco, Aricota, Santa Rosa, entre otras, así como por decenas de subestaciones.

## Administración del sistema
El SEIN está administrado por un Comité de Operación Económica del Sistema Interconectado Nacional (COES), constituido como una entidad privada sin fines de lucro y con personería de Derecho Público. El COES está conformado por todos los agentes del SEIN (Generadores, Transmisores, Distribuidores y Usuarios Libres) y sus decisiones son de cumplimiento obligatorio para todos los agentes. Su finalidad es coordinar la operación de corto, mediano y largo plazo del SEIN, preservando la seguridad del sistema, el mejor aprovechamiento de los recursos energéticos, así como planificar el desarrollo de la transmisión del SEIN y administrar el Mercado de Corto Plazo.

## Sistemas
- Zona norte (Tumbes, Piura)
- Zona norte medio (Lambayeque, Cajamarca, La Libertad, Ancash)
- Zona centro (Áncash, Huánuco, Ucayali, Lima, Pasco, Junín, Ica, Huancavelica, Ayacucho)
- Zona sur (Apurímac, Cusco, Arequipa, Puno, Moquegua Tacna)
- Sistema Aislado de Iquitos
- Sistema Aislado de Tarapoto – Moyobamba - Bellavista
- Sistema Aislado de Bagua - Jaén
- Sistema Aislado de Puerto Maldonado